# Canton d'Avesnes-sur-Helpe-Sud
Le canton d'Avesnes-sur-Helpe-Sud est une ancienne division administrative française, située dans le département du Nord et la région Nord-Pas-de-Calais.
À la suite du redécoupage cantonal de 2014, le canton est supprimé.

## Composition
Le canton d'Avesnes-sur-Helpe-Sud se composait d’une fraction de la commune d'Avesnes-sur-Helpe et de treize autres communes. Il compte 14 304 habitants (population municipale) au 1er janvier 2012.
| Nom                           | Code Insee | Intercommunalité         | Population (dernière pop. légale)             |
| ----------------------------- | ---------- | ------------------------ | --------------------------------------------- |
| Avesnes-sur-Helpe (chef-lieu) | 59036      | CC du Cœur de l'Avesnois | Fraction : 2 927(2012) Commune : 4 662 (2014) |
| Avesnelles                    | 59035      | CC du Cœur de l'Avesnois | 2 499 (2014)                                  |
| Beaurepaire-sur-Sambre        | 59061      | CC du Cœur de l'Avesnois | 252 (2014)                                    |
| Boulogne-sur-Helpe            | 59093      | CC du Cœur de l'Avesnois | 328 (2014)                                    |
| Cartignies                    | 59134      | CC du Cœur de l'Avesnois | 1 268 (2014)                                  |
| Étrœungt                      | 59218      | CC du Cœur de l'Avesnois | 1 377 (2014)                                  |
| Floyon                        | 59241      | CC du Cœur de l'Avesnois | 516 (2014)                                    |
| Grand-Fayt                    | 59270      | CC du Cœur de l'Avesnois | 509 (2014)                                    |
| Haut-Lieu                     | 59290      | CC du Cœur de l'Avesnois | 395 (2014)                                    |
| Larouillies                   | 59333      | CC du Cœur de l'Avesnois | 262 (2014)                                    |
| Marbaix                       | 59374      | CC du Cœur de l'Avesnois | 485 (2014)                                    |
| Petit-Fayt                    | 59461      | CC du Cœur de l'Avesnois | 297 (2014)                                    |
| Rainsars                      | 59490      | CC du Cœur de l'Avesnois | 198 (2014)                                    |
| Sains-du-Nord                 | 59525      | CC du Cœur de l'Avesnois | 2 924 (2014)                                  |

## Histoire: conseillers généraux de 1833 à 2015
| Date d'élection   | Identité                          | Parti           | Qualité |
| ----------------- | --------------------------------- | --------------- | --- |
| 1833-1840         | Jean Baptist Culhat               |                 | Sous-Préfet d'Avesnes (1830-1831), Maire d' Avesnes (1828-1830)                                                                         |
| 1840-1852 (décès) | Désiré Hannoye                    | Centre          | Avocat, Député du Nord à l'Assemblée nationale constituante (1848-1849), Maire d' Avesnes (1848)                                        |
| 1852-1880         | Maximilien Mailliet               | Appel au peuple | Banquier, Président de la société d'agriculture d'Avesnes Sénateur du Nord (1876-1879) Adjoint au Maire d'Avesnes-sur-Helpe (1860-1865) |
| 1880-1890 (décès) | Jules Hiroux                      | Républicain     | Manufacturier, Maire de Sains-du-Nord (1877-1881) Député de la 1re circonscription d'Avesnes (1889-1890)                                |
| 1890-1911 (décès) | Hector Sandrart                   | Parti radical   | Industriel, berger, peigneur de laine et agriculteur à Sains-du-Nord                                                                    |
| 1911-1931         | Charles Gustave Fosset-Sandrart   | Rad.            | Industriel (filateur), négociant et agriculteur à Sains-du-Nord                                                                         |
| 1931-1937 (décès) | Ernest Antoine                    | Rad. puis FR    | Agriculteur à Avesnelles |
| 1937-1940         | Charles Naveau                    | Rad.            | Agriculteur-éleveur à Ramousies |
|                   |                                   |                 | |
| 1945-1949         | Charles Naveau                    | SFIO            | Agriculteur - Sénateur (1948-1958) Maire de Ramousies (1945-1951) Maire de Sains-du-Nord (1951-1981)                                    |
| 1949-1955         | Robert Nisse                      | RPF             | Directeur-adjoint dans le secteur des hydrocarbures Député (1946-1958)                                                                  |
| 1955-1981 (décès) | Charles Naveau                    | SFIO puis PS    | Agriculteur Maire de Sains-du-Nord (1951-1981) Sénateur (1948-1958 et 1959-1967) Député (1967-1968 et 1973-1978)                        |
| 1981-2008         | Pierre Naveau (fils du précédent) | PS              | Cultivateur, maire de Sains-du-Nord (1995-2008) Suppléant du député Marcel Dehoux (1997-2002)                                           |
| 2008-2015         | Jean-Jacques Anceau               | app. PS         | Herbager Maire d'Étrœungt (1995-2014)                                                                                                   |

### Conseillers d'arrondissement (de 1833 à 1940)
| Période | Période          | Identité                           | Étiquette   | Qualité |
| ------- | ---------------- | ---------------------------------- | ----------- | --- |
| 1833    | 1836             | Jean Baptiste Pasqual (1795-1837)  |             | Notaire à Avesnes                                                                                           |
| 1836    | 1848             | Augustin Joseph Clavon (1790-1850) |             | Avocat à Avesnes, propriétaire à Paris                                                                      |
|         |                  |                                    |             | |
| 1871    | 1877             | M. Contesse                        |             | |
| 1877    | 1880             | M. Maton                           | Droite      | |
| 1880    | 1883             | M. Odile Pecqueriaux (1820-1895)   | Républicain | Filateur à Avesnelles                                                                                       |
| 1883    | 1884 (démission) | Léon Hannoye                       | Républicain | Agriculteur, adjoint au maire d'Avesnelles                                                                  |
| 1884    | 1888             | Léon Obled                         |             | Pharmacien, maire d'Étroeungt                                                                               |
| 1888    | 1895             | Albéric Maton                      |             | Brasseur à Étroeungt                                                                                        |
| 1895    | 1924 (décès)     | Jean-Baptiste Boise (1851-1924)    | Radical     | Instituteur en retraite à Cartignies                                                                        |
| 1925    | 1932 (décès)     | Paul Chevalier                     | FR          | Médecin de marine, maire de Sains-du-Nord (1924-1932)                                                       |
| 1933    | 1937             | Jacques Menat                      | Rad.ind.    | Maire de Sains-du-Nord                                                                                      |
| 1937    | 1940             | Fernand Prangère                   | Radical     | Cultivateur, adjoint au maire de Grand-Fayt                                                                 |
| 1940    |                  |                                    |             | Les conseils d'arrondissement ont été suspendus par la loi du 12 octobre 1940 et n'ont jamais été réactivés |

## Démographie
| 1962 | 1968 | 1975 | 1982 | 1990   | 1999   | 2006   | 2011   | 2012   |
| ---- | ---- | ---- | ---- | ------ | ------ | ------ | ------ | ------ |
| -    | -    | -    | -    | 15 398 | 14 361 | 14 390 | 14 346 | 14 304 |

### Pyramide des âges
Comparaison des pyramides des âges du Canton d'Avesnes-sur-Helpe-Sud et du département du Nord en 2006
| Hommes | Classe d’âge   | Femmes |
| ------ | -------------- | ------ |
| 0,1    | 90 ans et plus | 0,8    |
| 6      | 75 à 89 ans    | 9,4    |
| 12,7   | 60 à 74 ans    | 14,3   |
| 20,7   | 45 à 59 ans    | 19,8   |
| 21,3   | 30 à 44 ans    | 19,8   |
| 17,6   | 15 à 29 ans    | 16,8   |
| 21,5   | 0 à 14 ans     | 19     |

| Hommes | Classe d’âge   | Femmes |
| ------ | -------------- | ------ |
| 0,2    | 90 ans et plus | 0,8    |
| 4,3    | 75 à 89 ans    | 7,9    |
| 10,3   | 60 à 74 ans    | 11,9   |
| 19,7   | 45 à 59 ans    | 19,4   |
| 21,1   | 30 à 44 ans    | 20,1   |
| 22,6   | 15 à 29 ans    | 21     |
| 21,6   | 0 à 14 ans     | 19     |